# Kameliadamen
Kameliadamen je dánský němý film z roku 1907. Režisérem je Viggo Larsen (1880–1957). Film trvá zhruba 14 minut.
Jedná se o první filmovou adaptaci románu Dáma s kaméliemi (1848) od Alexandra Duma mladšího (1824–1895).

## Obsazení
| Oda Alstrup  | Markéta Gautierová |
| Viggo Larsen | Armand Duval       |